# Günter Wallraff

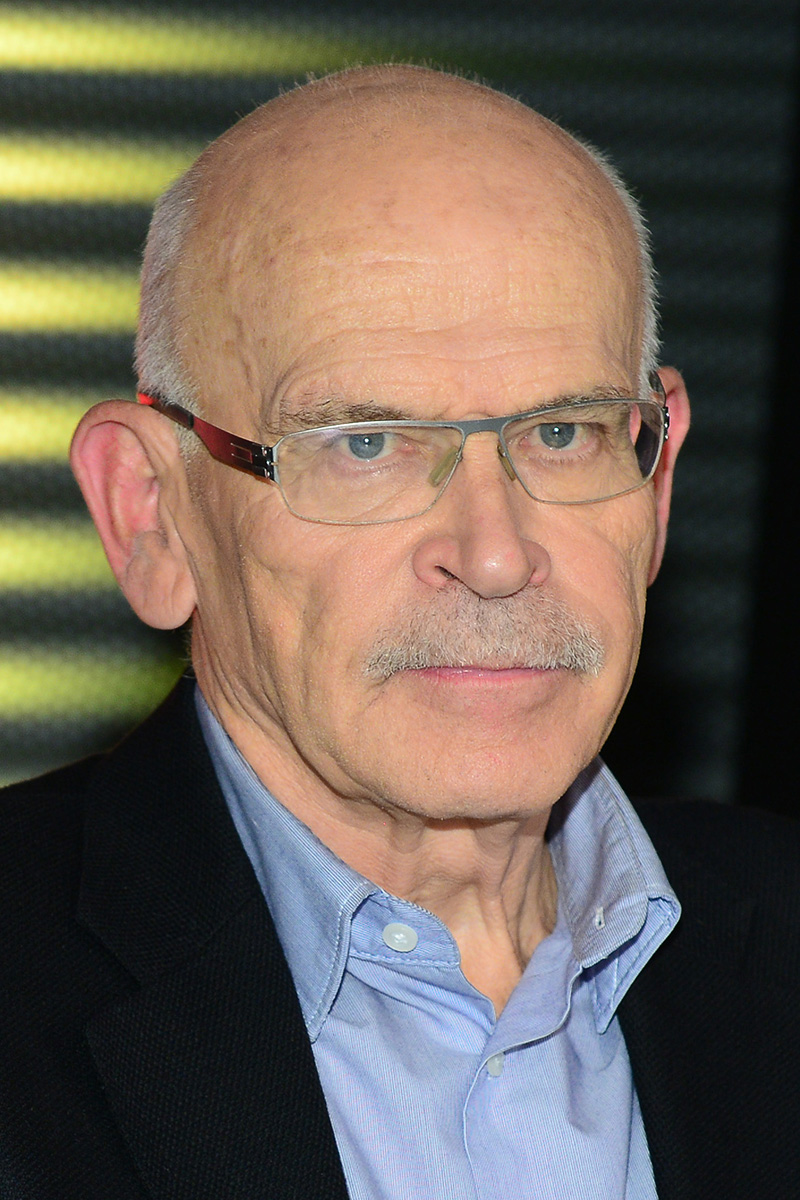
Günter Wallraff în 2014

Günter Wallraff (n. 1 octombrie 1942 în Burscheid lângă Köln; pe numele sau real, Hans-Günter Wallraff) este un jurnalist de investigație german.

### Publicații
- Wir brauchen dich. Als Arbeiter in deutschen Industriebetrieben. (1966)
- Vorläufiger Lebenslauf nach Akten und Selbstaussagen des Stefan B. (1968)
- Meskalin – Ein Selbstversuch. Mit Original-Offsetlithographien von Jens Jensen. (1968)
- Nachspiele. Szenische Dokumentation. (1968) ISBN 3-923306-02-4
- 13 unerwünschte Reportagen (1969) ISBN 3-462-03174-0
- Hängt den D. auf! Ein nicht gesendetes Fernsehspiel. In: Blätter für deutsche und internationale Politik, Heft 10, S. 1110–1120 (1969)
- Industriereportagen. Als Arbeiter in deutschen Großbetrieben. (1970) ISBN 3-462-02143-5
- Von einem, der auszog und das Fürchten lernte. Bericht, Umfrage, Aktion. Aus der unterschlagenen Wirklichkeit. (1970) ISBN 3-921040-01-9
- Neue Reportagen, Untersuchungen und Lehrbeispiele. (1972) ISBN 3-462-00856-0
- Was wollt ihr denn, ihr lebt ja noch. Chronik einer Industrieansiedlung. Zusammen mit Jens Hagen. (1974) ISBN 3-453-43066-2
- Ihr da oben, wir da unten. Zusammen mit Bernt Engelmann (1975) ISBN 3-462-02376-4
- Wie hätten wir’s denn gerne? Unternehmenstrategen proben den Klassenkampf. Zusammen mit Bernd Kuhlmann. (1975) ISBN 3-87294-325-1
- Unser Faschismus nebenan. Griechenland gestern – ein Lehrstück für morgen. Zusammen mit Eckart Spoo. (1975) ISBN 3-462-01035-2
- Die Reportagen. (1976) ISBN 3-462-01128-6
- Aufdeckung einer Verschwörung. Die Spinola-Aktion. Zusammen mit Hella Schlumberger. (1976) ISBN 3-462-01180-4
- Berichte zur Gesinnungslage der Nation/Berichte zur Gesinnungslage des Staatsschutzes. Zusammen mit Heinrich Böll. (1977) ISBN 3-499-17134-1
- Der Aufmacher – Der Mann, der bei „Bild“ Hans Esser war. Kiepenheuer & Witsch, Köln 1977, ISBN 3-462-02663-1
- Zeugen der Anklage. Die „BILD“-beschreibung wird fortgesetzt. (1979) ISBN 3-462-01540-0
- Das „Bild“-Handbuch. Das Bild-Handbuch bis zum Bildausfall. (1982)
- Die unheimliche Republik. Politische Verfolgung in der Bundesrepublik. Zusammen mit Heinrich Hannover. (1982)
- Nicaragua von innen (1983) ISBN 3-922144-34-9
- Mein Lesebuch (1984) ISBN 3-596-25794-8
- Bericht vom Mittelpunkt der Welt. Die Reportagen. (1984) ISBN 3-462-01645-8
- Befehlsverweigerung. Die Bundeswehr- und Betriebsreportagen (1984) ISBN 3-462-01644-X
- Bild-Störung. Ein Handbuch. (1985) ISBN 3-462-01676-8
- Enthüllungen. Recherchen, Reportagen und Reden vor Gericht. Mit einem Nachwort von Oskar Negt. (1985) ISBN 3-88243-219-5
- Ganz unten Beschreibung des Schicksals von illegal eingeschleusten Arbeitern. (1985) ISBN 3-462-01924-4
- Günter Wallraffs BILDerbuch. Nachwort von Heinrich Böll. (1985)
- Predigt von unten. (1986) ISBN 3-88243-063-X
- Reportagen 1963–1974. Mit Materialien und einem Nachwort des Autors. (1987) ISBN 3-462-01796-9
- Vom Ende der Eiszeit und wie man Feuer macht. Aufsätze, Kritiken, Reden. Mit einem Vorwort von Prof. Dr. Hans Mayer. (1987) ISBN 3-462-01845-0
- Akteneinsicht (1987)
- Und macht euch die Erde untertan. Eine Widerrede. (1987) ISBN 3-88243-084-2
- Ganz unten. Mit einer Dokumentation der Folgen. (1988) ISBN 3-462-02193-1
- Wallraff war da. Ein Lesebuch von Günter Wallraff. (1989) ISBN 3-88243-116-4
- Mein Tagebuch aus der Bundeswehr. Mit einem Beitrag von Flottillenadmiral Elmar Schmähling und einem Dialog zwischen Günter Wallraff und Jürgen Fuchs. (1992) ISBN 3-462-02206-7
- Ich – der Andere. Reportagen aus vier Jahrzehnten. (2002) ISBN 3-462-03167-8
- Aus der schönen neuen Welt. Expeditionen ins Landesinnere. (2009) ISBN 978-3-462-04049-4

### Redacție
- Heinz G. Schmidt: Der neue Sklavenmarkt. 1985
- S. G. Turan: Freiwild. 1992
- A. Lessing: Mein Leben im Versteck. 1994
- S. Cürükkaya: PKK – Die Diktatur des Abdullah Öcalan. 1997
- D. Kaya: Meine einzige Schuld ist, als Kurdin geboren zu sein. 1998

### Interviuri
- G. Wallraff, "13 unerwünschte Reportagen", Radiointerview, Saarländischer Rundfunk, 1970, 55min, MP3 Arhivat în 22 ianuarie 2017, la Wayback Machine.
- Engelmann/Wallraff, "Ihr da oben - wir da unten, Radiointerview, Saarländischer Rundfunk, 1974, 55min, MP3 Arhivat în 1 ianuarie 2016, la Wayback Machine.
- G. Wallraff, "Der Mann, der bei Bild...", Radiointerview, Saarländischer Rundfunk, 1977, 55min, MP3 Arhivat în 4 decembrie 2016, la Wayback Machine.
- G. Wallraf, "Ich, der andere", Radiointerview, Saarländischer Rundfunk, 2002, 55min, MP3 Arhivat în 24 ianuarie 2017, la Wayback Machine.
- G. Wallraff, "Aus der schoenen neuen Welt", Radiointerview, Saarländischer Rundfunk, 2009, 55min, MP3[nefuncțională]

### Articole în germană
- Undercover, Die Zeit Nr. 22, 2007
- Unser täglich Brötchen, Die Zeit Nr. 19, 2008
- Unter null, Die Zeit Nr. 11, 2009
- In fremder Haut, Die Zeit Nr. 43, 2009

1. ↑  Günter Wallraff, Filmportal.de, accesat în 9 octombrie 2017
2. ↑  Günter Wallraff, Discogs, accesat în 9 octombrie 2017
3. ↑  Günter Wallraff, Kritisches Lexikon zur deutschsprachigen Gegenwartsliteratur
4. ↑  Günter Wallraff, Munzinger Personen, accesat în 9 octombrie 2017
5. ↑  Günter Wallraff, Brockhaus Enzyklopädie, accesat în 9 octombrie 2017
6. ↑  „Günter Wallraff”, Gemeinsame Normdatei, accesat în 24 iunie 2015
7. 1 2  Katalog der Deutschen Nationalbibliothek, accesat în 29 august 2024
8. ↑  „Günter Wallraff”, Gemeinsame Normdatei, accesat în 16 aprilie 2015
9. ↑  Autoritatea BnF, accesat în 10 octombrie 2015
10. ↑  CONOR.SI[*] Verificați valoarea |titlelink= (ajutor)
11. ↑   https://ilmr.de/verleihungen-carl-von-ossietzky-medaille, accesat în 15 mai 2022 Lipsește sau este vid: |title= (ajutor)
12. ↑   https://www.stadt-koeln.de/politik-und-verwaltung/presse/hans-boeckler-preis-2019-der-stadt-koeln, accesat în 1 mai 2019 Lipsește sau este vid: |title= (ajutor)
13. ↑   https://www.pen-deutschland.de/de/pen-preise/kesten-preis/, accesat în 15 mai 2022 Lipsește sau este vid: |title= (ajutor)